# Kõpu tuletorn
Kõpu tuletorn (Kõpu fyr, eller Övre Dagerort) är en fyr i Estland, belägen på halvön Kõpu poolsaar som utgör Dagös västra arm ut i Östersjön. Den är världens tredje äldsta fyr som fortfarande är i bruk. Redan på 1490-talet krävde Hansaförbundet att en fyr skulle byggas för att varna om Näckmansgrund norr om Dagö. Fyren började byggas 1504 eller 1505, och blev klar 1540. Den var då 20–24 meter hög. Dess nuvarande karaktär fick den i början av 1800-talet. Den är 36 meter hög, men eftersom den befinner sig på Dagös högsta belägna punkt, Tornimägi, är den 102 meter ovanför havsytan.
Det äldre namnet, Övre Dagerort, kommer sig av att Dagös västra udde heter Dagerort på såväl svenska som tyska. 

## Galleri

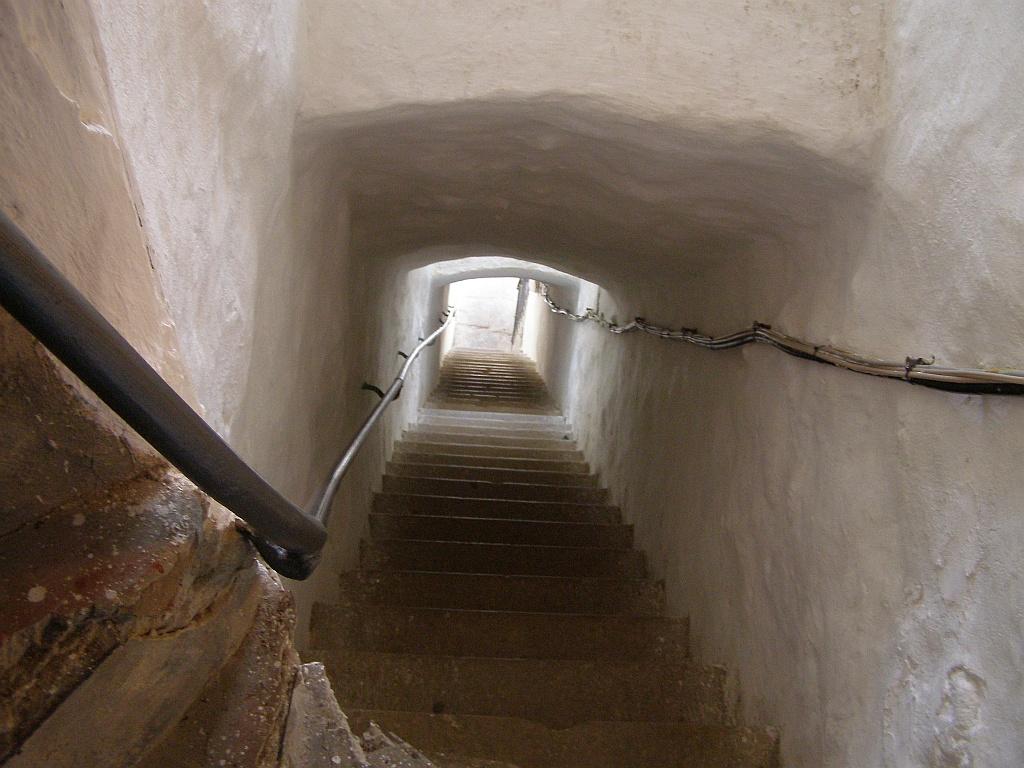
Trappa inne i fyren.
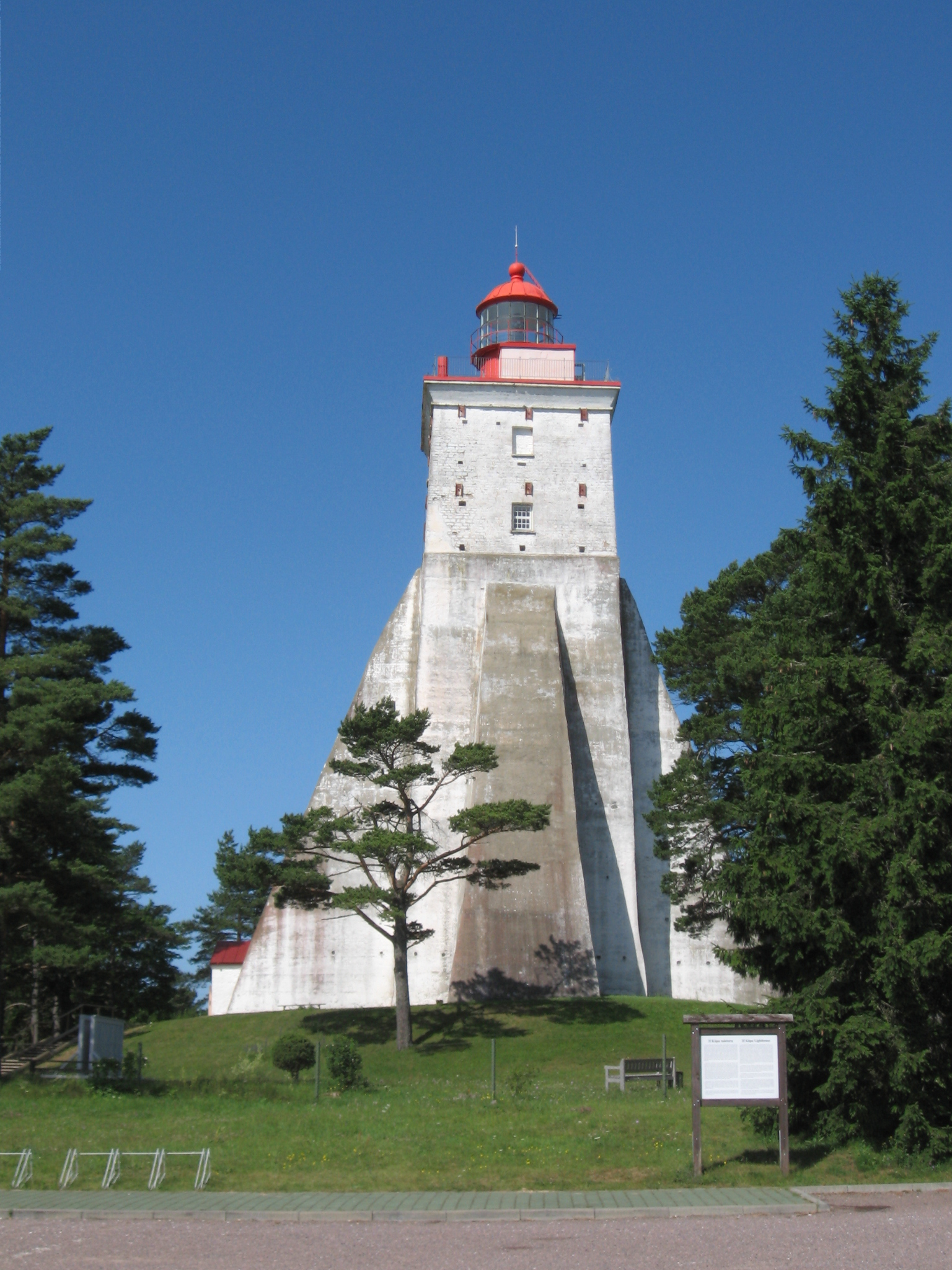
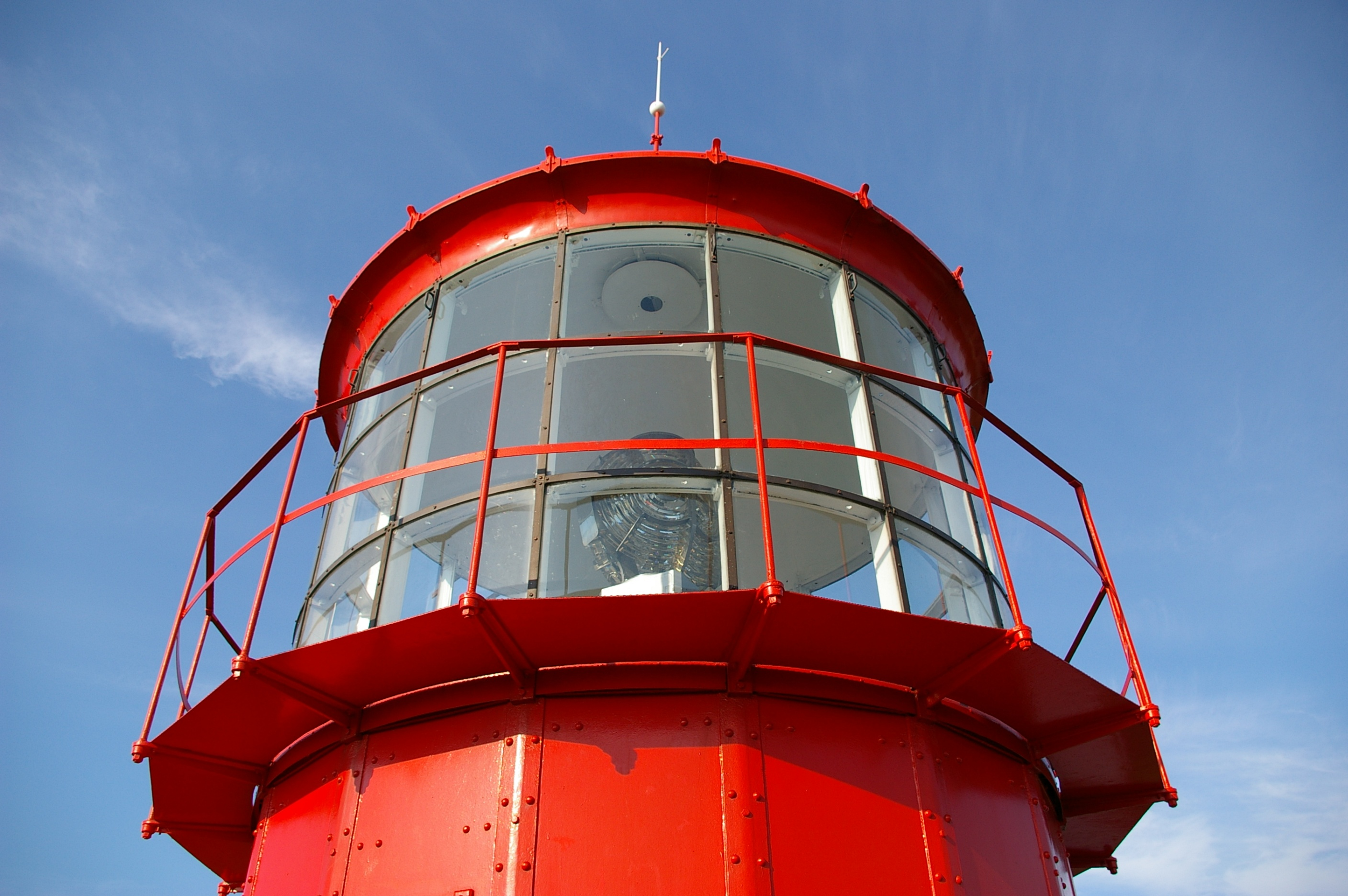
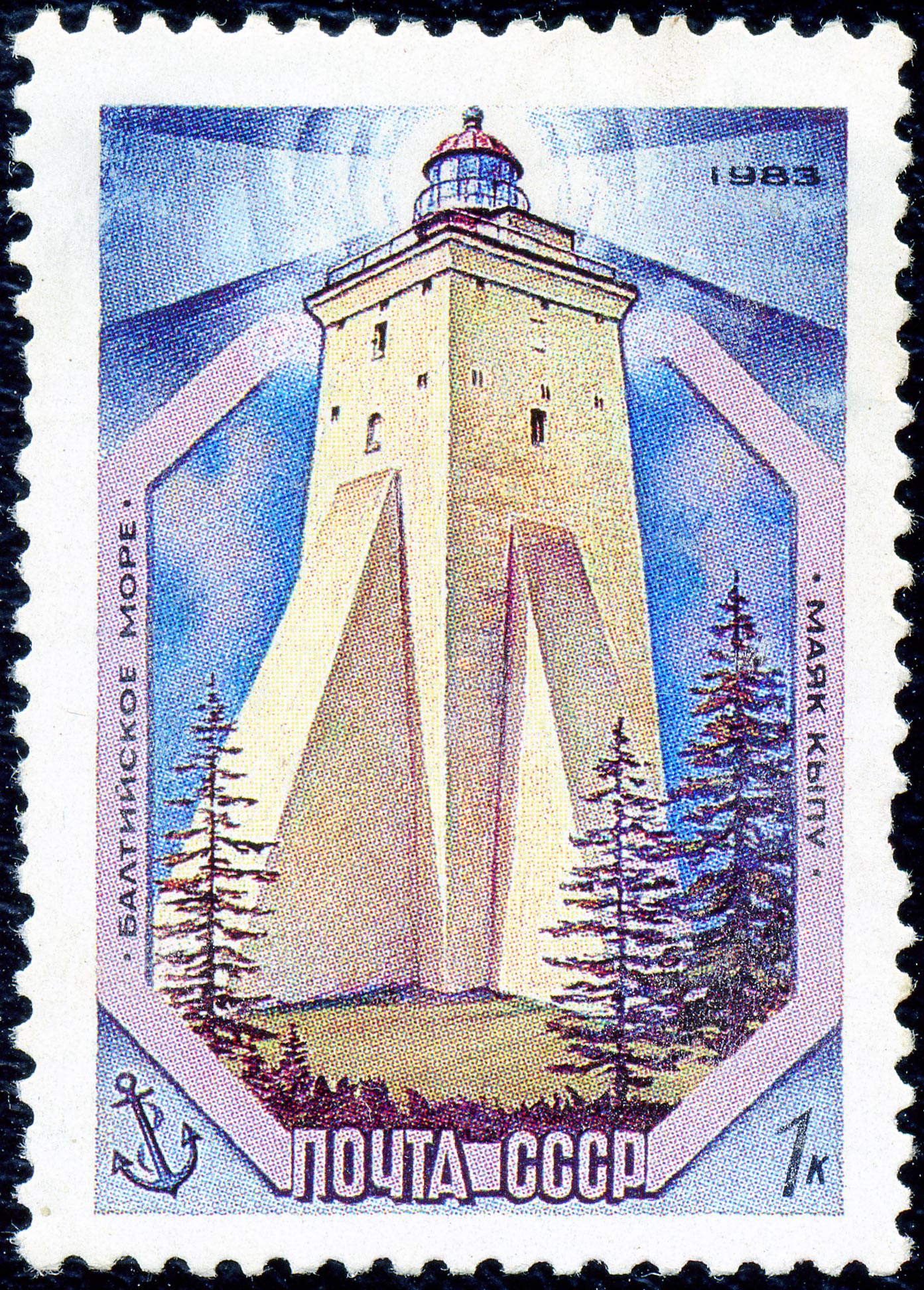
Sovjetiskt frimärke som föreställer fyren (1983).